# Theaterdonner
Theaterdonner bezeichnet ursprünglich im engeren Sinne eine Vorrichtung im Theater zur Imitation eines donnernden Geräusches, also beispielsweise eines Blitzeinschlags. Der Begriff wird aber bereits von Beginn an und heute praktisch ausschließlich als Metapher verwendet, meist im Sinne von „nur Schall und Rauch“.

## Etymologie
Der Begriff Theaterdonner wurde vermutlich erst recht spät geprägt, erst im 20. Jahrhundert ist er in den Wörterbüchern zu finden. Als sein Vorgänger kann der Begriff Theatercoup angesehen werden, der einerseits gleichbedeutend mit „Knalleffekt“ verwendet wurde, andererseits auch für alles, was auf der Bühne auf überraschende Art vorgeführt wird und den Stand der Dinge verändert. Der Begriff stammt aus dem Französischen und in dieser Sprache wird die Herleitung von Theaterdonner durch die Verwandtschaft von Coup de théatre und Coup de tonnere, zu Deutsch ‚Donnerschlag‘, verständlich.

## Geschichte der Geräuscherzeugung
Schon die Griechen sollen künstlichen Donner verwendet haben. Im ausgehenden Mittelalter, in den Mysterienspielen, wurde ein steingefülltes Fass verwendet. Das barocke Maschinentheater kannte unterschiedliche Vorrichtungen zur Erzeugung des Donners: eine Donnerrinne, durch die Steine herunterpolterten, eine schwere eiserne Kugel, die auf dem Schnürboden hin und her gewälzt wurde oder den bis ins 19. Jahrhundert gebräuchlichen Donnerwagen, der mit Steinen beladen und auf sechskantigen Rädern „rollend“ ein dumpf grollendes Geräusch erzeugte.
Eine weitere, einfachere Technik zur Geräuscherzeugung war ein mit Fäusten bearbeitetes Donnerblech. Außerdem ist die Verwendung von Donnerpauken überliefert, deren Fell mit Steinen belegt war, um den Paukenschlag nachgrollen zu lassen. Zudem konnten die Steine noch durch eine Rinne auf die Pauke geleitet werden, um einen noch realistischeren Effekt zu erzielen. Spätestens um die Wende zum 19. Jahrhundert wurde zur Nachahmung des rollenden Donners ein komplizierter Mechanismus verwendet, bei dem mit Filz überzogene Zahnräder in unregelmäßiger Weise über einen Resonanzboden kollerten.
Im Gegensatz zum rollenden Donner waren die Apparaturen zur Erzeugung das krachenden Geräuschs des einschlagenden Blitzes nicht ganz so vielfältig. Vom 17. bis zum 19. Jahrhundert wurde der Einschlag meist durch in unregelmäßigen Abständen übereinander aufgehängte Holz- und Metallbretter erzeugt, die aus größerer Höhe gleichzeitig fallen gelassen wurden. Eine andere Variante war ein vom Schnürboden herabführender hölzerner Kanal, der in eine eiserne Trommel oder in einen hölzernen Kasten mündete, durch den das auf dem Schnürboden vorrätige Material – kleine Steine, Kugeln, Kastanien oder ähnliches – heruntergeschüttet wurde.
Sowohl zur Simulation des Einschlags als auch für den rollenden Donner wurden später noch weitere ausgefeiltere Varianten dieser Apparaturen verwendet. Bereits seit dem 15. Jahrhundert sind auch Experimente  mit Schießpulver und Kanonen überliefert, allerdings blieb die mechanische Erzeugung des Donnergeräuschs unverzichtbar. Dies lässt sich wohl am besten dadurch erklären, dass die Geräuscherzeugung zwar einerseits durch den zuständigen Bühnenbearbeiter kontrollierbar sein musste, andererseits aber eine gewisse Eigendynamik entwickeln sollte, um überzeugend zu wirken.